# Jouy-en-Pithiverais
Jouy-en-Pithiverais è un comune francese di 255 abitanti situato nel dipartimento del Loiret nella regione del Centro-Valle della Loira.

## Società

### Evoluzione demografica
Abitanti censiti